# Diana na het baden
Diana na het baden (Frans: Diane sortant du bain) is een schilderij van François Boucher uit 1742. Het geldt als een van zijn bekendste werken. Sinds 1852 maakt het deel uit van de collectie van het Louvre in Parijs.

## Voorstelling
Op de voorgrond zit de naakte godin Diana die uit haar bad komt en in een originele pose haar benen over elkaar heeft. Een nimf vergezelt haar aan haar voeten. Diane is herkenbaar aan haar parelkroon versierd met een sieraad in de vorm van een halve maan. Naast dit sieraad zijn er nog andere attributen te zien die verwijzen naar de godin van de jacht: de pijlenkoker met pijlen links op de grond, de twee jachthonden die uit de vijver drinken waar ze zojuist heeft gebaad en een boog en enkele prooidieren rechtsonder op het schilderij.
De godin zit op zijden stoffen die luxe symboliseren en haar blanke huidskleur en blonde haar accentueren. De nimf heeft donkerder haar en kijkt naar de benen van de godin. De blauwe en groene kleuren van het landschap contrasteren met de roze en rode tinten van beide vrouwen.
Verschillende kunstenaars, waaronder Rubens, hebben voorstellingen gemaakt van Diana die een bad neemt. Een schilderij van Watteau over dit onderwerp, Diana bij het bad, kan een directe bron van inspiratie voor Boucher geweest zijn. Zelf zou hij het onderwerp een paar jaar later (1745) nog eens ter hand nemen in Diana keert terug van de jacht.

## Herkomst
Boucher stelde Diana na het baden tentoon op de Salon van 1742, samen met zeker tien andere werken. Daarna kwam het hoogstwaarschijnlijk in bezit van Augustin Blondel de Gagny, die een zeer omvangrijke kunstverzameling bezat. Zijn zoon Barthélemy-Augustin Blondel d'Azincourt liet het schilderij op 10 februari 1783 veilen. Na nog enkele malen van eigenaar te zijn gewisseld, kocht het Louvre het schilderij op 18 februari 1852 voor 3.000 frank.

## Ontvangst
Het schilderij is lange tijd relatief onbekend gebleven. De oudst bekende reproductie stamt uit 1864, een gravure van Edmond Hédouin. Sinds die tijd kon het schilderij op bekende bewonderaars rekenen. Zo wilde Von Ribbentrop het tijdens de Tweede Wereldoorlog bemachtigen. Renoir had grote waardering voor Diana na het baden: " (het was) het eerste schilderij waarvan ik onder de indruk was (...) hoewel mensen nooit aarzelen om tegen me te zeggen dat je niet van dit soort schilderijen moet houden, dat Boucher 'alleen een decorateur is'. Alsof decorateur zijn een gebrek is! Boucher is een van de schilders die het vrouwenlichaam het best begrepen hebben."

## Afbeeldingen

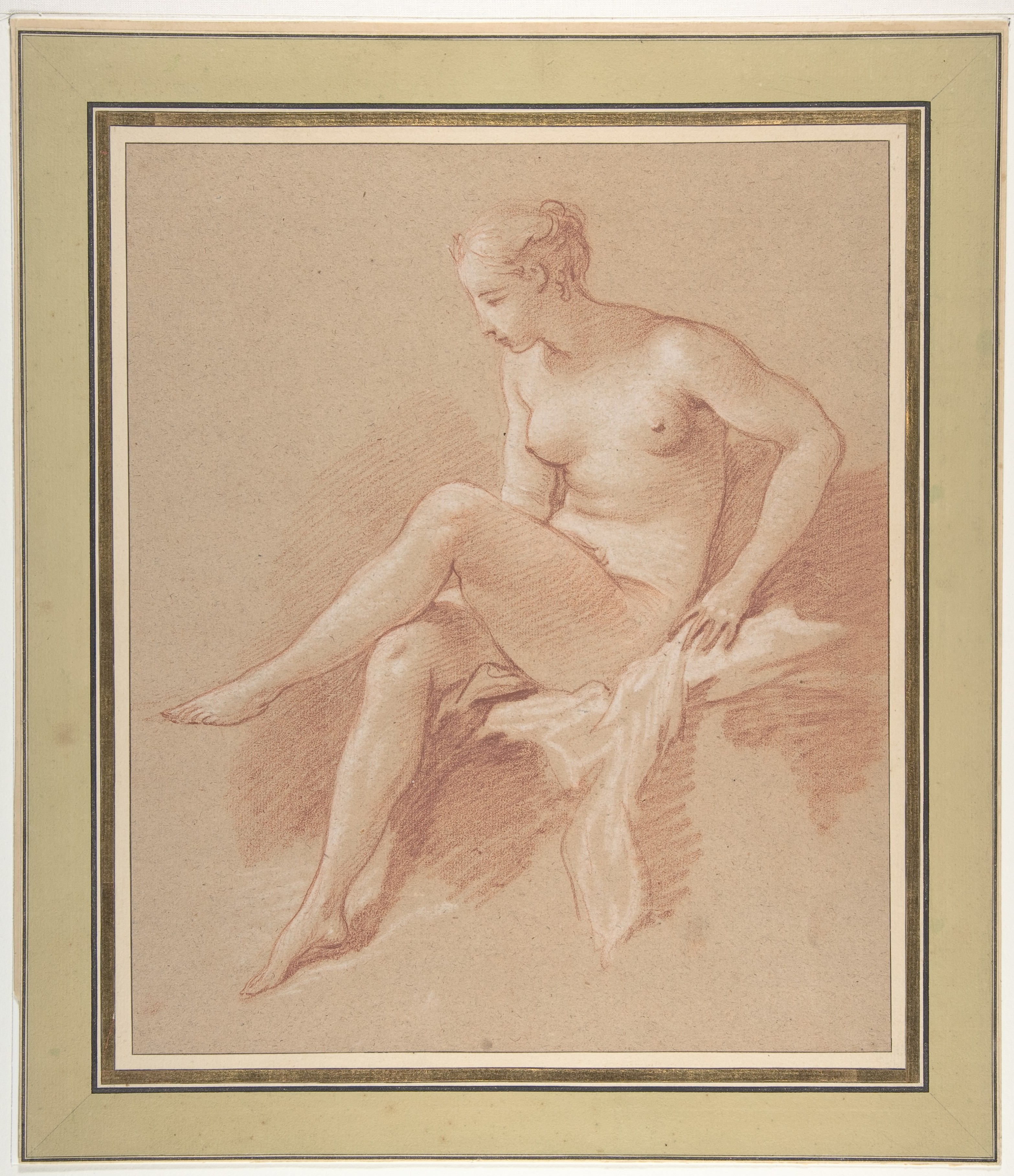
Voorbereidende tekening (1742)
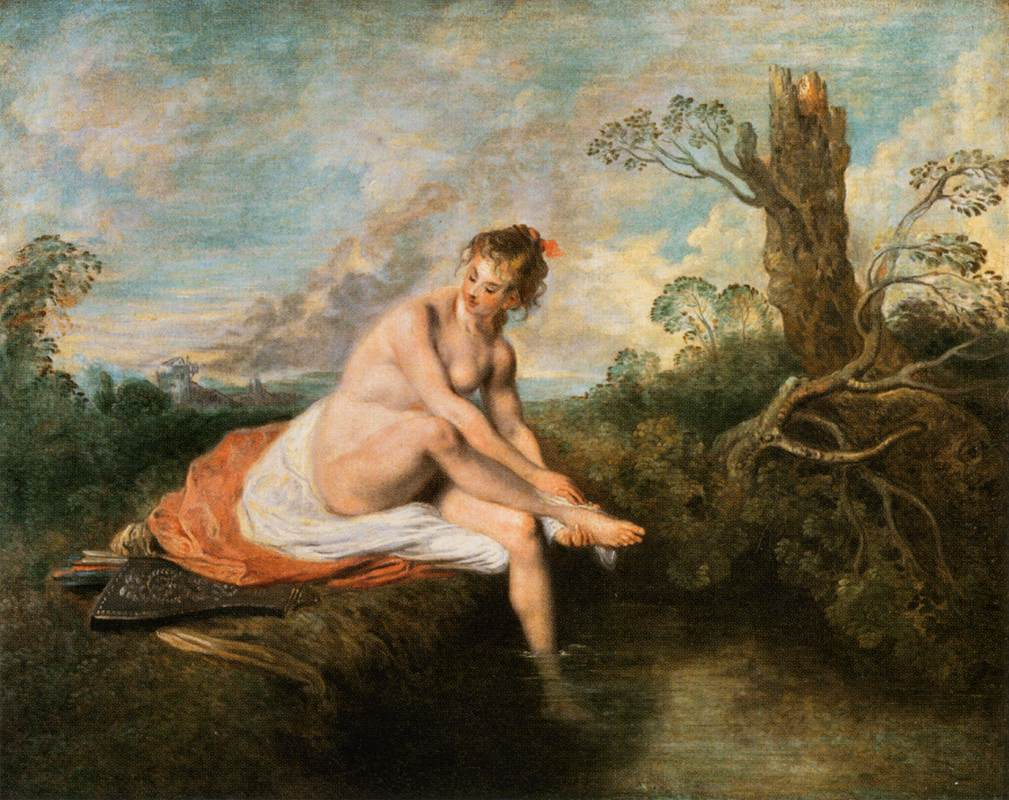
Diana bij het bad - Antoine Watteau
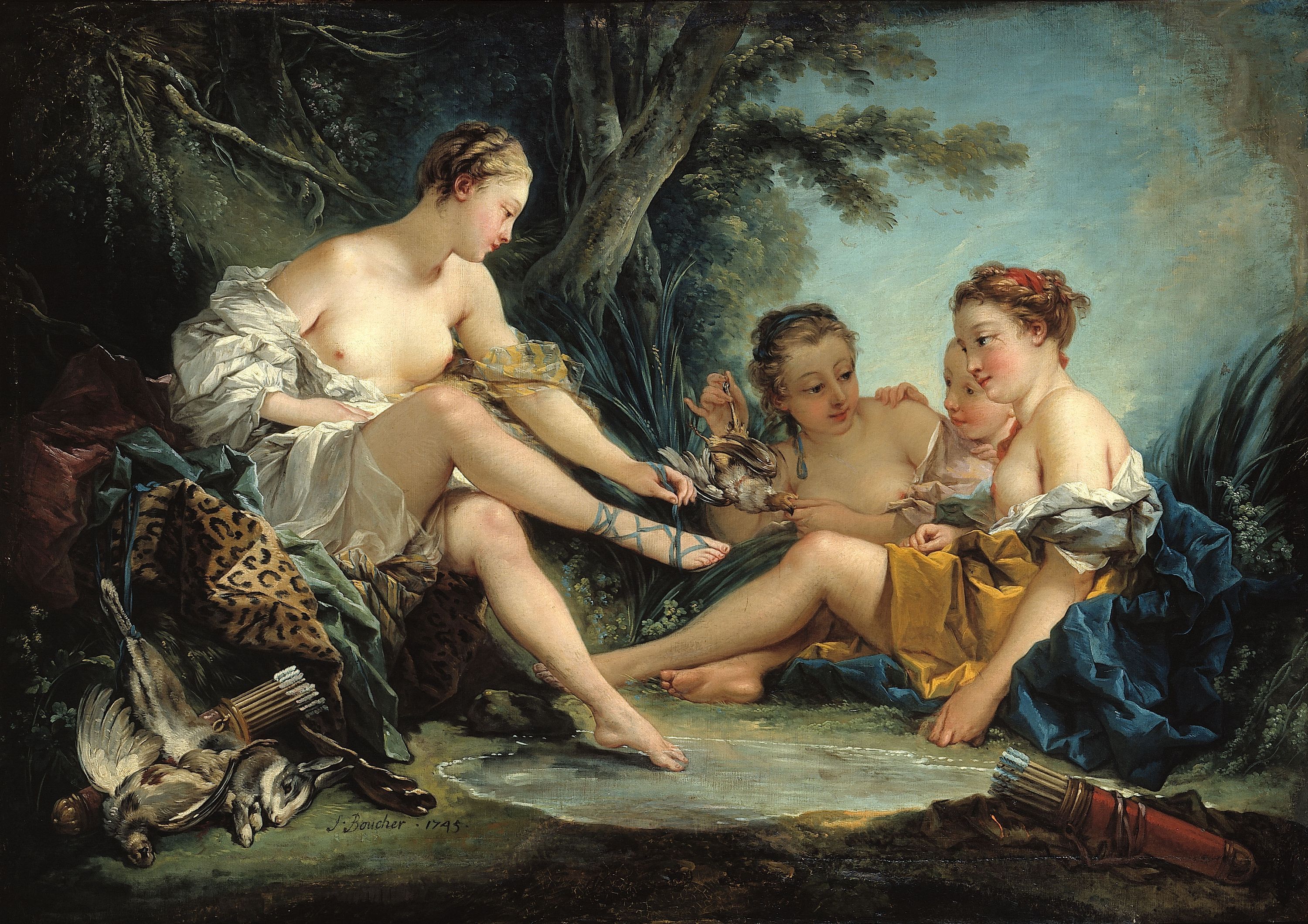
Diana keert terug van de jacht (1745)